# Saint-Sulpice-de-Faleyrens
Saint-Sulpice-de-Faleyrens (occitanisch: Sent Sulpici de Faleirens) ist eine südwestfranzösische Gemeinde mit 1331 Einwohnern (Stand 1. Januar 2022) im Département Gironde in der Region Nouvelle-Aquitaine.

## Lage

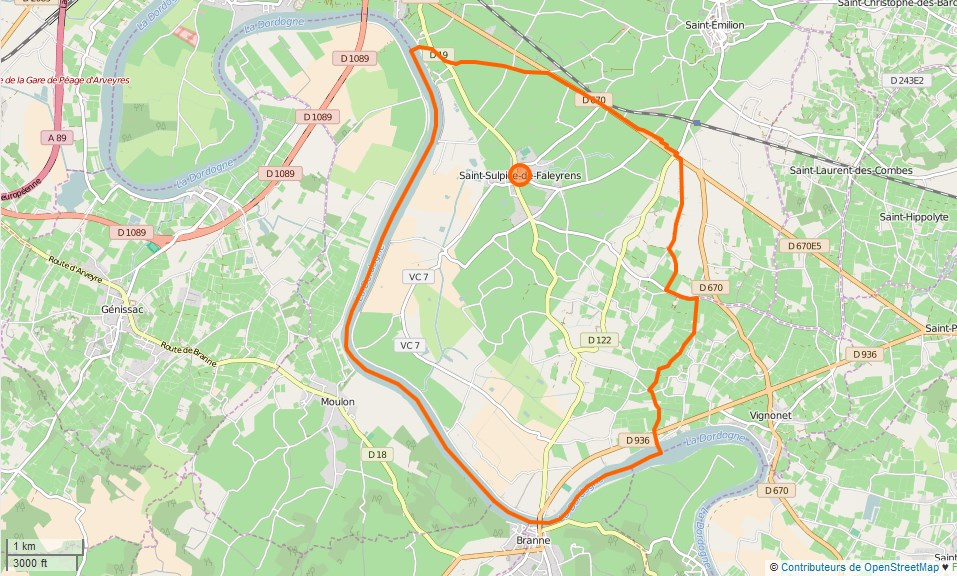
Gemeindegrenzen von Saint-Sulpice-de-Faleyrens

Saint-Sulpice-de-Faleyrens liegt in einer Höhe von etwa zehn Metern ü. d. M. etwa einen Kilometer östlich der Dordogne und etwa sieben Kilometer (Fahrtstrecke) südöstlich von Libourne bzw. fünf Kilometer südwestlich von Saint-Émilion. Die Großstadt Bordeaux befindet sich etwa 38 Kilometer westlich.

## Geschichte
Zur Geschichte des Ortes ist so gut wie nichts publiziert; man weiß nur von zwei Besuchen Heinrichs von Navarra in den Jahren 1582 und 1583 im Château Lescours.

### Bevölkerungsentwicklung
| Jahr      | 1968 | 1975 | 1982 | 1990 | 1999 | 2006 | 2017 |
| Einwohner | 1219 | 1304 | 1625 | 1613 | 1583 | 1517 | 1348 |

Im  19. Jahrhundert hatte die Gemeinde stets zwischen 1100 und 1300 Einwohner. Die Mechanisierung der Landwirtschaft hatte einen Verlust an Arbeitsplätzen und in der ersten Hälfte des 20. Jahrhunderts ein Absinken der Bevölkerungszahl auf knapp über 1000 in den 1920er bis 1940er Jahren zur Folge. Durch die Nähe zur Großstadt Bordeaux und die auf dem Lande deutlich niedrigeren Immobilienpreise ist in den letzten Jahrzehnten wieder ein zahlenmäßiges Anwachsen der Bevölkerung zu verzeichnen.

## Wirtschaft
In der Gemeinde wird seit Jahrhunderten Weinbau betrieben. Die Weine werden zumeist über die Appellationen Bordeaux (AOC) und Bordeaux Supérieur (AOC) vermarktet.

## Sehenswürdigkeiten

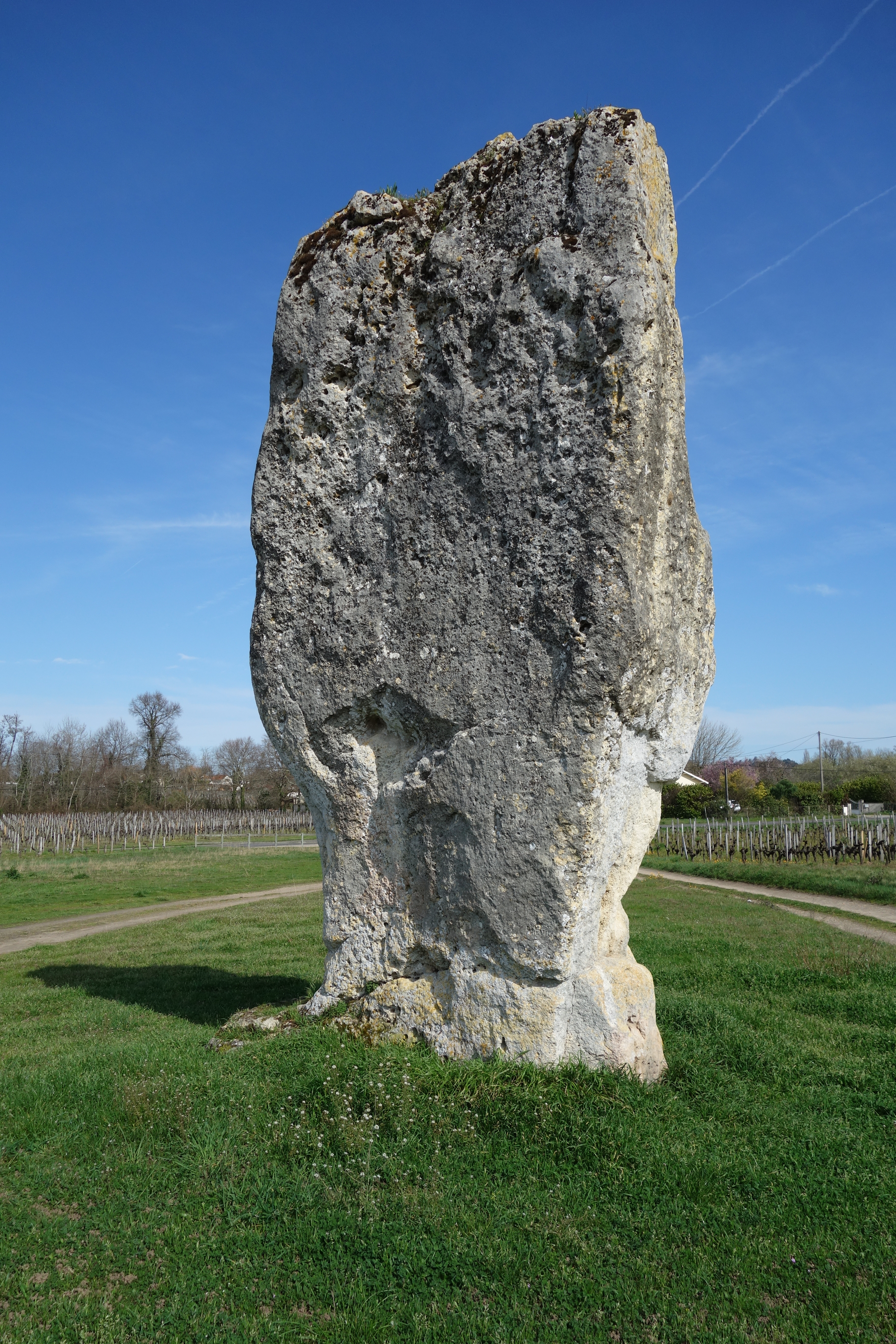
Menhir de Peyrefitte

- Auf dem Gebiet der Gemeinde steht der etwa 5,50 Meter hohe Menhir de Peyrefitte, ein Zeugnis der ehemals auch im Südwesten Frankreichs tätigen Megalithkulturen. Der riesige Kalkstein zeigt nur wenige Bearbeitungsspuren und ist vom Regen stark ausgewaschen. Er wurde bereits im Jahre 1889 als Monument historique anerkannt.[1]
- Die Pfarrkirche Saint-Sulpice ist ein romanischer Bau aus dem 12. Jahrhundert mit Seitenschiffen aus späterer Zeit – original erhalten ist noch die Apsis. Im frühen 19. Jahrhundert wurde der Kirche ein neoromanischer Glockenturm auf der Südseite angefügt, dessen Spitzhelm (flèche) weithin sichtbar den Ort überragt. Die Kirche ist seit 2008 als Monument historique anerkannt.[2]
- Das Château Lescours stammt in Teilen aus dem 15. Jahrhundert und befindet sich – als Weingut – in Privatbesitz. Es darf einen Teil seiner Weine unter der Appellation Saint-Émilion vermarkten.